# L’Absie
L’Absie ist eine französische Gemeinde mit 1.078 Einwohnern (Stand: 1. Januar 2022) im Département Deux-Sèvres in der Region Nouvelle-Aquitaine. Sie gehört zum Arrondissement Bressuire und zum Kanton Cerizay. Die Einwohner werden Absiens und Absiennes genannt.

## Geographie
L’Absie liegt etwa 24 Kilometer westlich von Parthenay und etwa 24 Kilometer südsüdwestlich von Bressuire. Im Gemeindegebiet entspringt der Vendée. Umgeben wird L’Absie von den Nachbargemeinden La Chapelle-Saint-Étienne im Nordwesten und Norden, Largeasse im Nordosten, Vernoux-en-Gâtine im Osten und Südosten, Scillé im Süden sowie Saint-Paul-en-Gâtine im Westen.

## Bevölkerungsentwicklung
| Jahr                       | 1962 | 1968 | 1975 | 1982 | 1990 | 1999 | 2006 | 2019 |
| Einwohner                  | 1325 | 1331 | 1371 | 1342 | 1255 | 1096 | 1012 | 1062 |
| Quellen: Cassini und INSEE |      |      |      |      |      |      |      |      |

## Sehenswürdigkeiten
- Klosterkirche Notre-Dame, seit 1932 Monument historique
- Park von Abiès

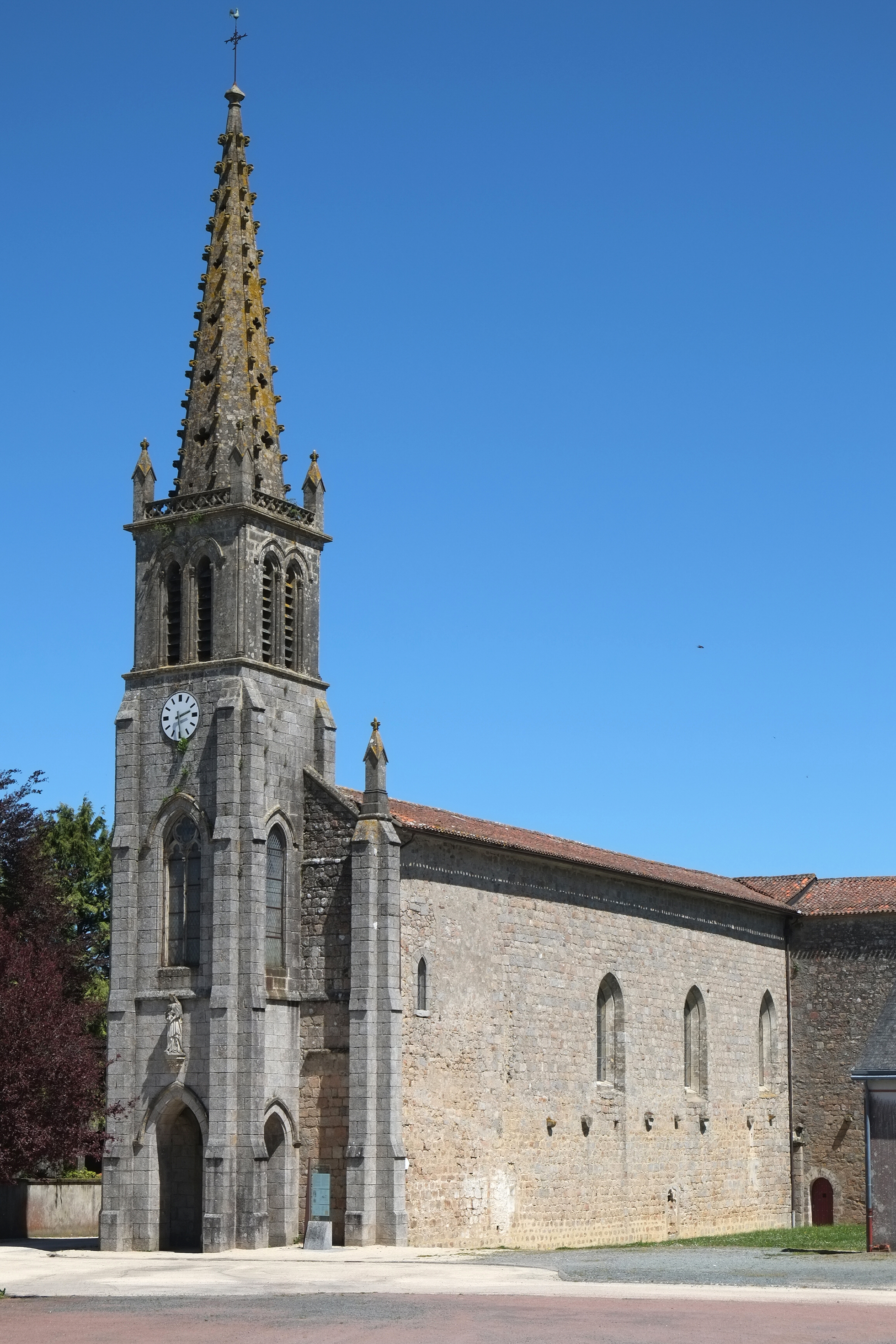
Klosterkirche Notre-Dame
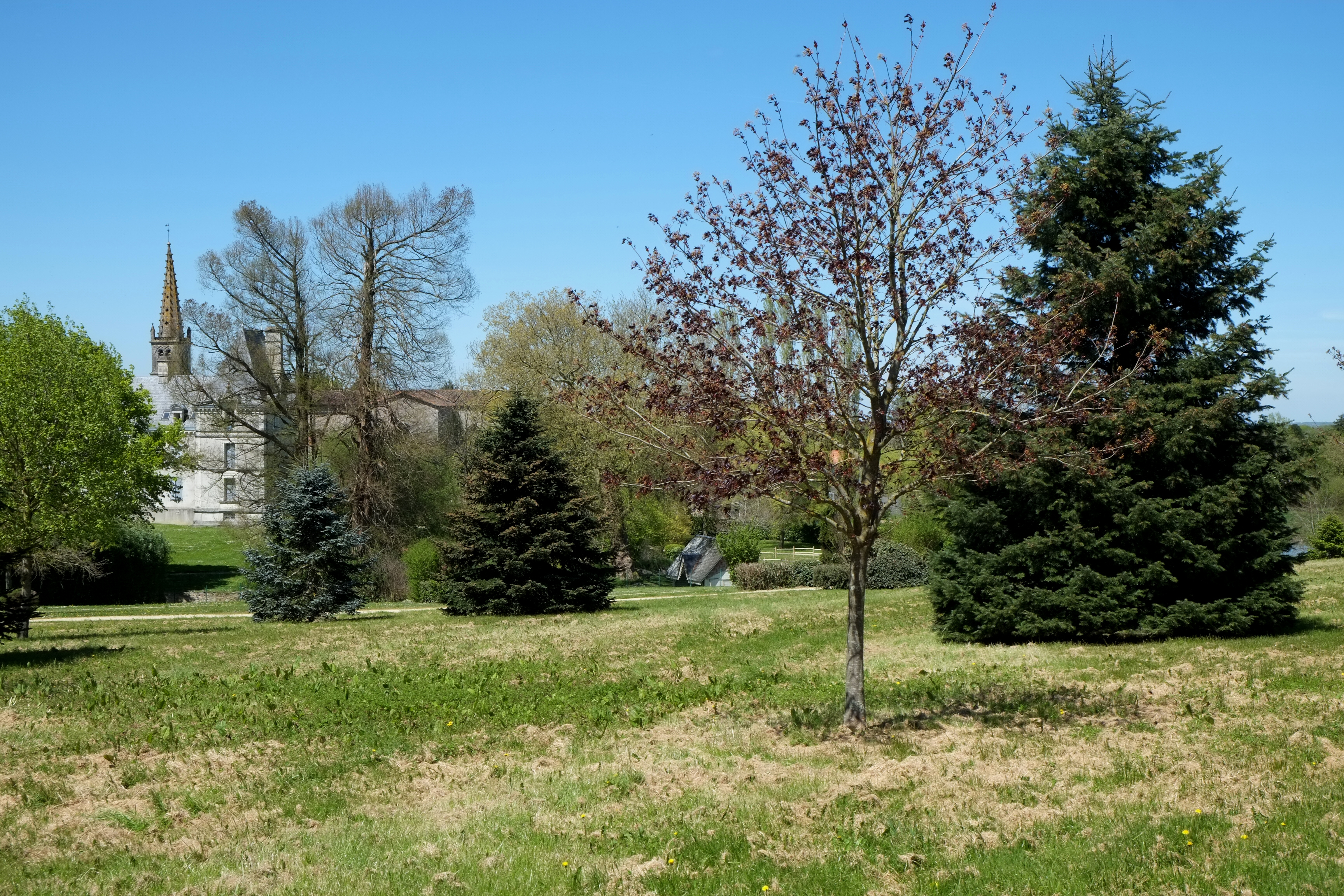
Park von Les Abiès